# Hermann Kesten
Hermann Kesten (Nuremberga, 28 de janeiro de 1900 – Basileia (Suíça), 3 de maio de 1996) foi um romancista e dramaturgo na língua alemã. Um judeu nascido em Alemanha, ele imigrou aos Estados Unidos como um refugiado do regime nazi.

## Romances
- Josef sucht die Freiheit (José procura a liberdade, 1927)
- Ein ausschweifender Mensch (Das Leben eines Tölpels) (Um homem debochado (A vida de um palhaço), 1929)
- Glückliche Menschen (Pessoas sortudas, 1931)
- Der Scharlatan (O Charlatan, 1932)
- Der Gerechte (O justo, 1934)
- Ferdinand und Isabella (Fernando e Isabel, 1936; erneut: 2006, ISBN 3-85535-978-4)
- König Philipp II. (Rei Filipe II., 1938)
- Die Kinder von Gernika (Os filhos de Gernika, 1939)
- Die Zwillinge von Nürnberg (Os gêmeos de Nuremberg, 1947; erneut: 2004, ISBN 3-92159-000-0)
- Die fremden Götter (Os deuses estrangeiros, 1949)
- Ein Sohn des Glücks (Um filho da sorte, 1955)
- Die Abenteuer eines Moralisten (As aventuras de um moralista, 1961; erneut: 2007, ISBN 3-85535-363-8)
- Die Zeit der Narren (O tempo de tolos, 1966)
- Ein Mann von sechzig Jahren (Um homem de setenta anos, 1972)

## Biografas, Ensaios
- Copernicus und seine Welt (Copérnico e seu mundo, 1948)
- Casanova (1952)
- Meine Freunde die Poeten (Minha amiga, a Poeta, 1953, erneut: 2006, ISBN 3-85535-977-6)
- Der Geist der Unruhe (O espírito de inquietação, 1959)
- Dichter im Café (Poeta e cafe, 1959)
- Filialen des Parnaß (Filiais de Parnassus, 1961)
- Lauter Literaten (1963)
- Die Lust am Leben. Boccaccio, Aretino, Casanova (O amor à vida. Boccaccio, Aretino, Casanova; 1968)
- Ein Optimist (Um otimista, 1970)
- Hymne für Holland (Anthem para a Holanda, 1970)
- Revolutionäre mit Geduld (Revolucionários com paciência, 1973)

## Poesias
- Ich bin, der ich bin. Verse eines Zeitgenossen (Eu sou quem eu sou. Verso dos contemporâneos, 1974)
- Ein Jahr in New York (Um ano em Nova York)

## Prêmios (seleção)
- 1974 – Prêmio Georg Büchner